# Летняя Ставка
Ле́тняя Ста́вка — село, административный центр Туркменского района (муниципального округа) Ставропольского края России.

## География
Климат умеренно континентальный, с жарким, засушливым, продолжительным летом и короткой, мягкой зимой. Снежный покров незначительный и редко лежит более 10-20 дней. Большую часть зимних дней наблюдается слабоположительная температура, однако при вторжении арктического воздуха возможно резкое падение температурных значений. Ввиду своего относительно южного расположения, во все сезоны возможно вторжение тропических воздушных масс, вызывающих летом сильную жару, а зимой повышение температуры до 18-22 градусов тепла.
Расстояние до краевого центра: 123 км.

## История
Основано в 1854 году.
В конце XIX века царское правительство провело ряд мер, направленных на прикрепление туркмен к земле, в том числе и в административном плане. Была введена должность Главного пристава кочующих народов Ставропольской губернии. Свою администрацию он обосновал в 1864 году в Летней Ставке, в которой тогда насчитывалось всего 7 дворов и 19 человек (сведения 1873 года) населения. Со временем она стала торговым центром кочующих народов. В те времена Летняя Ставка представляла собой «широко раскинувшуюся группу общественных зданий, построенных из камня, кирпича, частью из самана». Здание главного приставства, дома для местного пристава и его канцелярии были скрыты в зелени садов, обнесенных каменной стеной. За нею, посреди площади высился православный храм (церковь Николая Чудотворца). По его сторонам вытянуты в два порядка дома для приезжих чиновников, мастерская и кузница, двухклассное училище с ремесленным отделением и интернатом на 50 учащихся, больница, дом врача, почтовая контора. Несколько в стороне ютились домики частных лиц — торговцев, мастеров, содержателей почтовых лошадей. С южной стороны Летней Ставки был расположен древесный питомник, где культивировался посадочный и фруктовый материал под наблюдением лесничего. По другую сторону балки располагался в те годы конный завод и хозяйственные помещения для племенного скота (там, где находилась заготконтора). Село было уникальным и в целебном плане: степной аромат (шалфей, чабрец, полынь, мелисса) сливался с запахами благоухающей сирени, акации. Неслучайно сюда за здоровьем приезжали со всей России: Летняя Ставка славилась кумысным лечением больных туберкулезом лёгких. Промыслами являлись охота, извоз, сбор и продажа на кожевенные заводы дубильного корня, соляной и отхожий промыслы.
В сентябре 1942 года немецко-фашистскими оккупантами расстреляны 156 человек мирных граждан Летней Ставки.
До 16 марта 2020 года село было административным центром упразднённого Летнеставочного сельсовета.

## Население
| \| 1925[8] \| 1926[9] \| 1939[10] \| 1979[11] \| 1989[12] \| 2002[13] \| 2010[14] \| \| -------- \| ------- \| -------- \| -------- \| -------- \| -------- \| -------- \| \| 362 \| ↗844 \| ↗1913 \| ↗2865 \| ↗4508 \| ↗4881 \| ↘4437 \| \| 2014[15] \| 2021[3] \| \| \| \| \| \| \| ↗5000 \| ↘3855 \| \| \| \| \| \| 1000 2000 3000 4000 5000 6000 1979 2021 |       |       |       |       |       |       |
| 1925 | 1926  | 1939  | 1979  | 1989  | 2002  | 2010  |
| 362 | ↗844  | ↗1913 | ↗2865 | ↗4508 | ↗4881 | ↘4437 |
| 2014 | 2021  |       |       |       |       |       |
| ↗5000 | ↘3855 |       |       |       |       |       |

По данным переписи 2002 года, 64 % населения — русские.

## Инфраструктура
- Культурно-спортивный комплекс[17]
- Межпоселенческая центральная библиотека[18]
- Детская библиотека. Открыта 27 мая 1973 года[19]
- Центральная районная больница[20]
- Противоэрозионный пруд «Разлив» на реке Ягурка
- Русловый пруд «Колесников» на реке Ягурка

## Образование
- Детский сад № 1 «Теремок». Открыт 27 декабря 1976 года[21].
- Детский сад № 8 «Улыбка». Открыт 1 февраля 1985 года[22]
- Средняя общеобразовательная школа № 1[23]
- Начальная общеобразовательная школа № 16[24]
- Детская школа искусств[25]
- Детско-юношеская спортивная школа[26]
- Дом детского творчества

## СМИ
- Пункт вещания Цифрового эфирного телевидения[27]

## Памятники
- Памятник на месте гибели чекиста В. О. Гофицкого. 1931 год[28]
- Братская могила мирных жителей, погибших от рук фашистских захватчиков. 1942, 1950 годы[29]
- Братская могила красных партизан, погибших в борьбе за власть советов, и советских воинов, погибших в борьбе с фашистами[30]

## Кладбища
В границах Летней Ставки расположены кладбища:
- общественное открытое (с северной стороны села), площадью 23 978 м²;
- общественное закрытое (в 7 км на север от села)[31].